# Grota da Canada do Reboldo
A Grota da Canada do Reboldo é um curso de água português, localizado no concelho de Angra do Heroísmo, ilha Terceira, arquipélago dos Açores.
Este curso de água que se inicia acerca 500 metros de altitude encontra-se geograficamente localizado na parte Oeste da ilha Terceira e tem a sua origem nos contrafortes do vulcão da Serra de Santa Bárbara, a maior formação geológica da ilha Terceira que se eleva a 1021 metros acima do nível do mar e faz parte de bacia hidrográfica gerada pela própria montanha.